# Casa Memorială „Nicolae Gane”
Casa Memorială „Nicolae Gane” este un muzeu municipal din Iași, secție a Muzeului Literaturii Române din Iași, și este amplasat în Str. N. Gane nr. 22 A.  

## Istoricul clădirii
Clădirea a fost construită în a doua jumătate a secolului al XIX-lea și este monument de arhitectură cu valoare memorială. Casa a aparținut prozatorului Nicolae Gane până în anul morții (1916), apoi a fost vândută de fiul său Direcției Regionale Silvice. După 1948 clădirea a trecut în patrimoniul Primăriei Iași, fiind atribuită Întreprinderii de Gospodărie Comunală. La 25 decembrie 1992 a fost atribuită Muzeului Literaturii Române, care în prezent deține câteva camere, celelalte fiind ocupate încă de Regia Autonomă de Termoficare Iași. 

## Organizarea muzeului
În muzeu sunt expuse piese de mobilier, obiecte personale, manuscrise autografe, corespondență originală, cărți care au aparținut lui Nicolae Gane, fotografii și picturi originale din secolele XIX - XX. 
În casa Nicolae Gane a fost organizat și muzeul primăriei care cuprinde fotografii, afișe, stampe, manuscrise, publicații ale primăriei, cărți cu autograf, obiecte ce au aparținut personalităților ce s-au aflat în fruntea administrației Iașului: Vasile Pogor, Costache Negruzzi, Dimitrie Gusti etc. 
În perspectivă, Muzeul Literaturii Române din Iași preconizează ca în Casa „Nicolae Gane” să fie concretizate două proiecte culturale de referință pentru specificul Iașului: Centrul de muzeologie literară și Muzeul instrumentelor de scris.